# Praia da Ferradurinha
Vista da Praia da Ferradurinha
A Praia da Ferradurinha localiza-se na cidade de Armação Dos Búzios, no estado brasileiro do Rio de Janeiro.